# Steven Wostijn
Steven Wostijn (Harelbeke, 28 december 1975) is een Belgisch trainer en voormalig voetballer. Wostijn kwam in Eerste klasse uit voor KRC Harelbeke en KSK Beveren.

## Carrière

### KRC Harelbeke
Wostijn sloot zich in 1984 aan bij de jeugdafdeling van KRC Harelbeke. In het seizoen 1994/95 stroomde hij door naar het eerste elftal van de toenmalige tweedeklasser. Op 5 maart 1995 maakte Wostijn zijn officiële debuut in het eerste elftal tegen Sporting Lokeren. Het bleef dat seizoen bij die ene wedstrijd. Harelbeke promoveerde dat seizoen naar Eerste klasse nadat het in de eindronde KRC Genk, Excelsior Moeskroen en Beerschot VAC versloeg.
Het seizoen 1995/96, het allereerste seizoen van Harelbeke op het hoogste niveau, moest Wostijn quasi volledig vanop de bank of de tribune meevolgen – hij speelde slechts één competitiewedstrijd, op 12 mei 1996 tegen Cercle Brugge. Vanaf het seizoen 1996/97 kreeg hij meer speeltijd, zij het dan vooral via invalbeurten. Pas vanaf het seizoen 1998/99 veroverde hij echter echt een basisplaats bij de West-Vlamingen. In 1998 speelde hij zelfs Europees voetbal met Harelbeke: nadat de club vijfde was geworden in de competitie mocht het in de Intertoto Cup uitkomen tegen UC Sampdoria, Wostijn kwam daarbij enkel in actie tijdens de met 3-0 verloren terugwedstrijd.

### KSK Beveren
Na de degradatie van Harelbeke in 2001 tekende Wostijn voor KSK Beveren. Wostijn veroverde bij Beveren meteen een vaste stek, maar collectief verliep het minder vlot: Beveren won in het seizoen 2001/02 slechts twee competitiewedstrijden en eindigde laatste, de club werd echter gered door de extrasportieve degradatie van RWDM en Eendracht Aalst.
In de twee volgende seizoenen viel Wostijn vooral op als blanke speler tussen een heleboel Ivorianen uit de voetbalacademie van Jean-Marc Guillou. Wostijn bleef een vaste waarde bij de tweevoudige landskampioen, maar in 2004 kreeg de Harelbekenaar te horen dat zijn contract niet verlengd werd.

### Lagere divisies
Na negen seizoenen eersteklassevoetbal maakte Wostijn in 2004 transfervrij de overstap naar tweedeklasser SV Zulte Waregem. Wostijn was een vaste waarde in het elftal dat kampioen werd in Tweede klasse. Wostijn promoveerde echter niet mee: hij stapte na één seizoen al over naar derdeklasser RFC Tournai. Een jaar later keerde hij al terug naar Waregem, echter niet naar Zulte Waregem maar naar stadsgenoot RC Waregem. Wostijn kwam nadien ook nog uit voor KSC Wielsbeke, Sint-Eloois-Winkel Sport, KSC Oostrozebeke en KRC Bissegem.